# Mapbox
Mapbox是為Foursquare、Pinterest、Evernote、《金融時報》、天氣頻道、優步科技等公司的網站提供訂製線上地圖的大型供應商。自2010年起，該公司快速地拓展了訂製地圖的市場地位，以回應Google地图等地圖供應商提供的有限選擇。Mapbox是一些開放原始碼地圖函式庫及應用程式的建立者或最大的貢獻者，其中包含了MBTiles規範、TileMill製圖IDE、Leaflet JavaScript 函式庫，以及CartoCSS地圖格式化語言與語法分析器等。

## 歷史
2010年時，Mapbox是Development Seed的一部份，是為了提供給非營利組織的顧客提供地图定制服务而創立的。直到2013年获得Foundry Group的1000万美元A轮融资，才終於能獨立運作。2015年6月，Mapbox宣布获得由DFJ Growth领投的B轮融资5255万美元。
該公司先前也在開放街圖的工具上有所著墨，包括iD编辑器，也被Knight基金會贊助了57.5万美元。
2016年7月11日，MapQuest停止开放瓦片API，GNOME地图等用户被切换到暂时免费的Mapbox瓦片服务器层，同时考虑替代方案。
2017年10月，软银牵头对Mapbox公司进行了1.64亿美元的投资，其他现有投资者包括风险投资公司Foundry Group、DFJ Growth、DBL Partners和Thrive Capital。2017年11月，Mapbox收购了位于白俄罗斯的神经网络创业公司Mapdata。
2018年1月，Mapbox收购了开源路线规划引擎Valhalla （页面存档备份，存于）背后的团队。
2021年3月，Mapbox任命了新的首席执行官彼得·西罗塔（Peter Sirota），取代了自2010年以来一直在Mapbox任职的埃里克·甘德森（Eric Gundersen）。。

## 資料來源與技術
該公司的数据同時從開放與專有的來源取得，開放的資料來源如開放街圖以及NASA等，而專有的資料來源則包含了DigitalGlobe。其技術基於Node.js、CouchDB、Mapnik、GDAL與Leaflet。
Mapbox從其使用者所使用的客戶端（包含了Strava及RunKeeper等）擷取GPS軌跡，來自動辨識在開放街圖中遺失的数据，然後手動应用修復或是向OSM贡献者报告问题。

## 外部連結
- 官方网站
- Mapbox街道 （页面存档备份，存于），有著街道級詳細資訊的全球地圖
- 自然地球 （页面存档备份，存于），一個高度详细的地形及水深圖
- 地震危險區 （页面存档备份，存于），在環太平洋地區的地震危險區的地圖，是美國國際開發署的活躍專案。